# 자동차 정비공

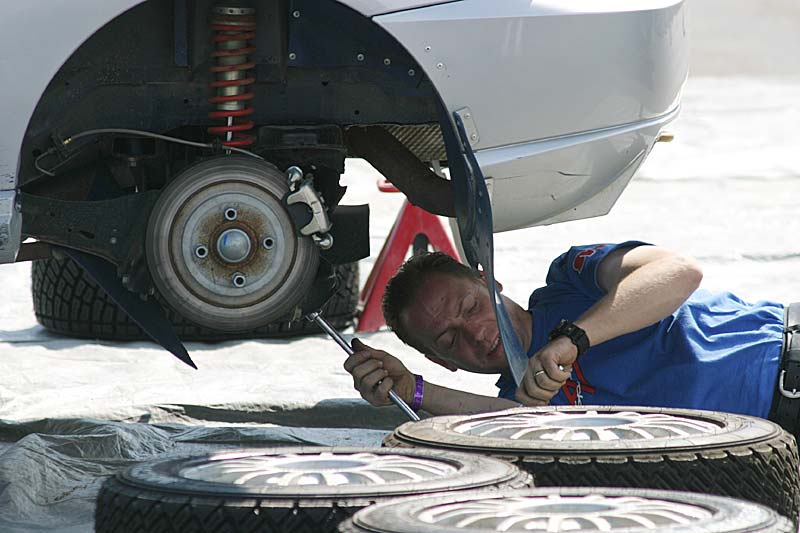
포드 포커스 랠리 카에서 일하는 정비공

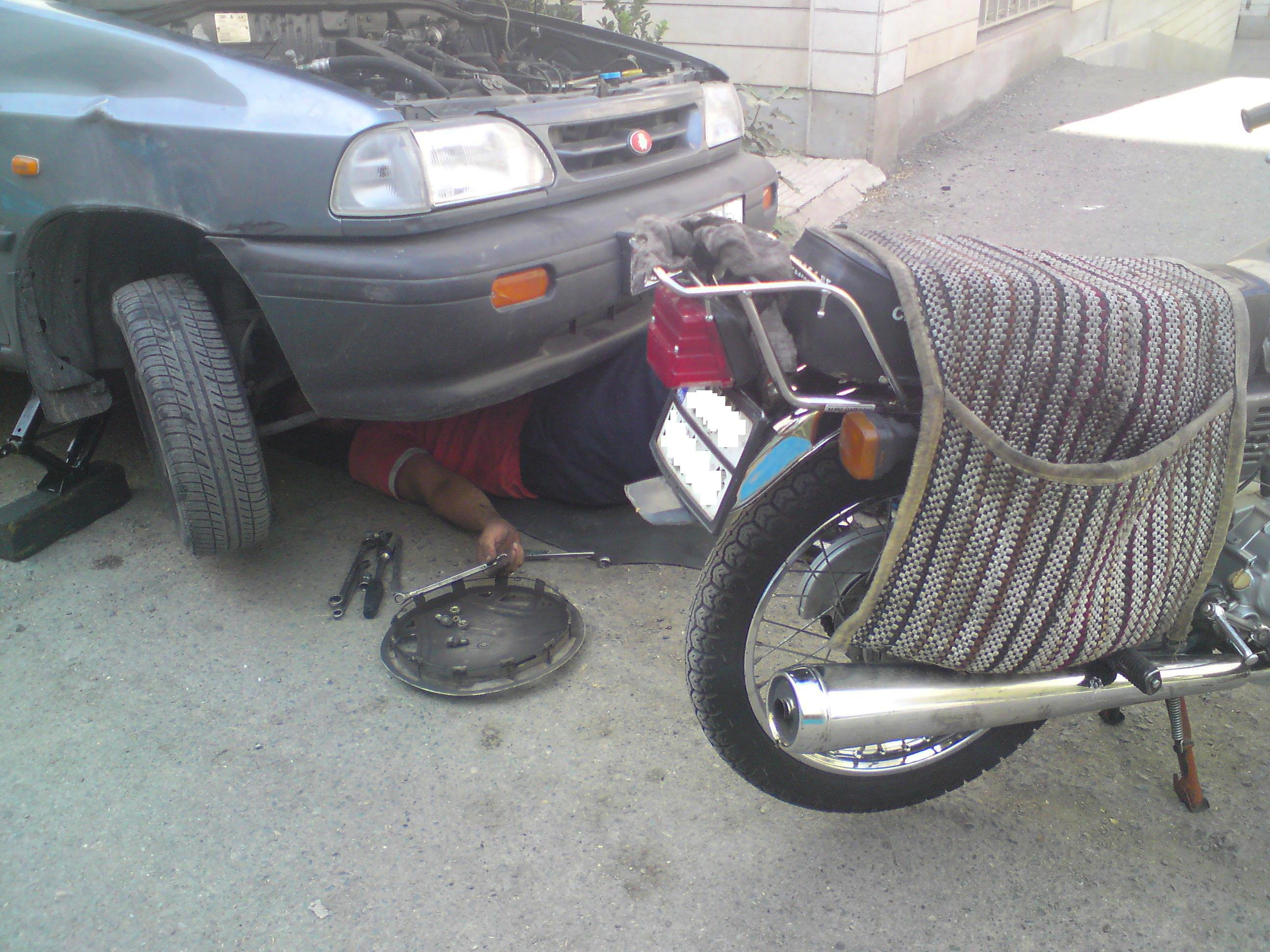
이란의 자동차 수리공

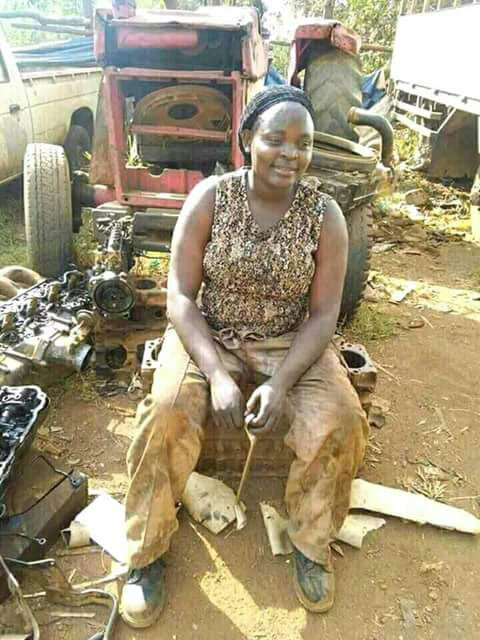
케냐의 여성 자동차 정비공

자동차 정비공 (대부분의 북미 지역의 자동차 기술자, 영국 영어의 자동차 정비사, 오스트레일리아 영어의 자동차 정비사)는 다양한 자동차 제조를 가진 정비공이다. 차를 수리할 때, 그들의 주된 역할은 정확하고 신속하게 문제를 진단하는 것이다. 그들은 종종 일을 시작하기 전이나 검사를 위해 부분 분해 후에 그들의 고객에 대한 가격을 제시해야 한다. 이들의 작업은 특정 부품의 수리 또는 조립품으로 하나 이상의 부품을 교체해야 할 수 있다.
기본적인 차량 유지관리는 현대 산업 국가의 정비사 작업의 기본 부분이며, 다른 국가에서는 차량이 이미 오작동하는 징후를 보이고 있을 때만 정비공과 상담한다. 예방 정비도 정비공의 업무에 필수적인 부분이지만, 정비공이 정기적으로 관리하지 않는 차량의 경우에는 가능하지 않다. 예방 정비의 오해의 한 가지 측면은 여러 부품을 교체할 예정인데, 이는 훨씬 더 많은 비용이 드는 손상을 방지하기 전에 발생한다. 이는 문제가 발견되기 전에 부품을 교체한다는 것을 의미하기 때문에, 많은 차량 소유자들은 비용이 필요한 이유를 이해하지 못할 것이다.
기술의 급속한 발전으로, 정비공의 일은 순전히 기계적인 것에서 전자 기술을 포함하는 것으로 발전해 왔다. 오늘날의 차량은 복잡한 컴퓨터와 전자 시스템을 가지고 있기 때문에, 기계들은 과거보다 더 넓은 지식의 기초를 가질 필요가 있다.
현재 자동차로 통합되고 있는 기술의 미로적인 특성으로 인해 대부분의 자동차 대리점 및 독립 작업장은 이제 각 정비사에게 정교한 진단 컴퓨터를 제공하며, 그렇지 않으면 차량을 진단하거나 수리할 수 없다. 정비공은 다양하다 항공기 자동차 등등